# Сабана (Порторико)
Сабана (шп. Sabana) град је у америчкој острвској територији Порторико, острвској држави Кариба.

## Демографија
По попису из 2010. године број становника је 1.630, што је 316 (-16,2%) становника мање него 2000. године.
| Група             | 2000.         | 2010.         |
| Белци             | 5 (0,3%)      | 4 (0,2%)      |
| Афроамериканци    | 330 (17,0%)   | 464 (28,5%)   |
| Азијати           | 0 (0,0%)      | 1 (0,1%)      |
| Хиспаноамериканци | 1.935 (99,4%) | 1.620 (99,4%) |
| Укупно            | 1.946         | 1.630         |